# Paklicko Wielkie
Paklicko Wielkie (dawniej: Paklitz, Packlitz See) – jezioro przepływowe w województwie lubuskim, w powiecie świebodzińskim, w gminie Świebodzin na Pojezierzu Łagowskim w pobliżu wsi Nowy Dworek. Jezioro znajduje się na obszarze polodowcowej rynny jordanowsko-niesulickiej. Powierzchnia zwierciadła wody jeziora wynosi 196,9 ha. Średnia głębokość zbiornika wodnego to 8,1 m, a maksymalna – 22,5 m. Jezioro znajduje się na obszarze chronionego krajobrazu o nazwie „Rynna Paklicy i Ołoboku”.

## Położenie i opis
Jezioro znajduje się na obszarze polodowcowej rynny jordanowsko-niesulickiej. Ma kształt owalny, jednakże z północno-wschodniego brzegu wrasta w jezioro rozległy półwysep. Północne i wschodnie brzegi, z wyjątkiem półwyspu, są podmokłe i niskie. Na południowy wschód od półwyspu, znajduje się niewielka wyspa. Południowe i zachodnie brzegi są dość wysokie i suche. Przez zbiornik przepływa rzeka Paklica – lewy dopływ Obry. Jej odcinek powyżej jeziora nazywany jest Kanałem Niesulickim i wpada do niego od południowego zachodu. Od północnego zachodu wpada Kanał Staropole. Wypływ rzeki znajduje się we wschodniej części jeziora. Jezioro posiada zatokę, której dawna nazwa w języku niemieckim brzmi Biber-Winkel (Bobrza Zatoka), obecnie jej obszar jest sklasyfikowany jako uroczysko Bobrowisko.
W pobliżu jeziora Paklicko Wielkie znajduje się szereg niewielkich i płytkich akwenów: Tymień, Kociołek, Jezioro Nowodworskie, Czarne, Rudny Staw, Polno oraz Radno.

## Hydronimia
Począwszy od 1739 roku jezioro pojawia się w historycznych źródłach dość regularnie. Początkowo jako Paklitz, a następnie do 1945 roku jezioro było nazywane Packlitz See. 17 września 1949 roku wprowadzono nazwę Paklicko Wielkie. Obecnie państwowy rejestr nazw geograficznych jako nazwę jeziora również podaje Paklicko Wielkie.

## Morfometria
Według danych Instytutu Rybactwa Śródlądowego powierzchnia zwierciadła wody jeziora wynosi 196,9 ha. Średnia głębokość zbiornika wodnego to 8,1 m, a maksymalna – 22,5 m. Lustro wody znajduje się na wysokości 64,9 m n.p.m. Objętość jeziora wynosi 15 823,0 tys. m³. Natomiast A. Choiński określił poprzez planimetrowanie na mapach 1:50 000 wielkość jeziora na 196,0 ha. Maksymalna długość jeziora to 2660 m, a szerokość 1070 m. Długość linii brzegowej wynosi 7750 m.
Według Mapy Podziału Hydrograficznego Polski jezioro leży na terenie zlewni siódmego poziomu Bezpośrednia zlewnia jez. Paklicko Wielkie. Identyfikator MPHP to 1878839. Zlewnia bezpośrednia jeziora jest stosunkowo duża i wynosi 169,7 km².
Jezioro ma stosunkowo dużą proporcję epilimnionu wobec hypolimnionu. Latem 1998 metalimnion występował na głębokości około 8–9 metrów. Na znacznej powierzchni epilimnion sięga dna, tworząc dno czynne i jest to strefa polimiktyczna, podczas gdy najgłębsza część jeziora jest monomiktyczna.

## Przyroda
Na podstawie badań z 1962 r. roślinność wynurzona zajmowała 16,9 ha, co stanowiło 8,6% powierzchni lustra wody. Roślinność występowała na długości 90,6% linii brzegowej. Wśród roślinności wynurzonej jeziora przeważały następujące gatunki: trzcina pospolita, pałka wąskolistna, oczeret jeziorny, a spośród roślinności zanurzonej ramienice Charophyta sp., moczarka kanadyjska Elodeetum canadensis, rdestnice Potamogeton sp., rogatek Ceratophyllum sp., wywłócznik Myriophyllum sp. i mech wodny Fontinalis antipyretica Hedw. W makrofitach zanurzonych widoczny był duży udział rdestnicy połyskującej Potamogeton lucens L.
W zooplanktonie dominują wrotki, a wśród nich Keratella cochlearis. Mniejszy udział mają orzęski (głównie Coleps hirtus), skorupiaki (głównie drobne: oczliki i Bosmina longirostris) i inne. W wiosennym fitoplanktonie dominują okrzemki, głównie Synedra acus. Spośród zielenic najliczniej występuje Pediastrum duplex, spośród euglenin – Trachelomonas oblonga i Phacus longicauda. Sinice reprezentuje Aphanizomenon flos-aquae. Latem dominują sinice i bruzdnice, zwłaszcza Ceratium hirundinella, wzrasta też udział złotowiciowców z dominacją Dinobryon sertullaria.
Jezioro jest ważnym miejscem przebywania ptaków wodnych. Obserwowano tu rekordowo duże w skali regionalnej skupiska krzyżówek (1800 osobników w 1992) i perkozów dwuczubych (237 osobników w 1992). Notowano też pojedyncze wystąpienia stosunkowo rzadkich gatunków jak łabędź czarnodzioby (1988), krakwa (1994), ogorzałka zwyczajna (1994), perkoz rdzawoszyi (1994) i zausznik (1993).
Północny i wschodni łagodny i miejscami podmokły brzeg porastają lasy składające się przeważnie z olchy, jesionu oraz brzozy. Zachodni i południowy, bardziej stromy brzeg porośnięty jest drzewostanem sosnowym, dębowym, bukowym, brzozowym z pewnym udziałem olchy. Zgodnie z regionalizacją przyrodniczo-leśną jezioro leży w mezoregionie Pojezierza Łagowskiego. W połowie XIX w. nad jeziorem występował podejźrzon pojedynczy, ale później stanowisko to zanikło.

## Zagospodarowanie
W systemie gospodarki wodnej jezioro tworzy jednolitą część wód o kodzie PLLW10374. Administratorem wód jeziora jest Regionalny Zarząd Gospodarki Wodnej w Poznaniu. Utworzył on obwód rybacki, który obejmuje między innymi wody jeziora Paklicko Wielkie i Radno wraz z wodami rzeki Paklica na odcinku od osi podłużnej mostu na drodze powiatowej Boryszyn – Wysoka do osi podłużnej przepustu na drodze powiatowej Kaława – Stary Dwór (Obwód rybacki jeziora Paklicko Wielkie na rzece Paklica – Nr 2). Gospodarkę rybacką prowadzi na jeziorze Polski Związek Wędkarski, Okręg w Zielonej Górze. W jeziorze żyją lin, szczupak pospolity, sandacz, węgorz, karaś, leszcz, płoć, okoń, wzdręga, ukleja, krąp, karp i sum. Naturalne tarliska ryb występują głównie w północnej części jeziora. Przeciętny roczny odłów z jeziora w 2003 roku wynosił ok. 28 kg/ha/rok.
Jezioro pełni również funkcje rekreacyjne, nad jeziorem funkcjonują dwa kąpieliska wyznaczone z zasadami dyrektywy kąpieliskowej – Kąpielisko O.W.K „Nowy Dworek” oraz Plaża gminna w Nowym Dworku. W 2022 roku jakość wód pierwszego kąpieliska oceniono jako doskonałą, drugie nie zostało sklasyfikowane. Przez jezioro przebiega szlak kajakowy, a na półwyspie zlokalizowany jest duży ośrodek wypoczynkowy.

## Czystość wód i ochrona środowiska
Wody Paklicka Wielkiego są zasobne w wapń. W 2019 średnioroczne stężenie jonów tego pierwiastka wyniosło 72 mg/l. Odczyn wynosił pH=8,5.
Badania z 1994 i 1998 roku sklasyfikowały wody jeziora w III klasie czystości. W 1998 roku oceniono, że słaby stan wód spowodowany jest zanieczyszczeniami zgromadzonymi w osadach dennych jeziora. Wskaźnikami decydującymi o przyznaniu klasy była niska zawartość tlenu w hypolimnionie, wysoka zawartość fosforu i azotu, wysokie BZT5 i zasolenie mierzone jako przewodność elektrolityczna właściwa. Nie stwierdzono wówczas zanieczyszczenia bakteriologicznego. Stwierdzono również, że budowa nowoczesnej oczyszczalni ścieków w Lubrzy rozwiązałaby problem słabej jakości wód niesionych przez dwa największe dopływy jeziora, co wpłynęłoby w przyszłości na poprawę parametrów wody. Dodatkowym problemem podkreślonym przez inspektorów była zła gospodarka rybacka prowadzona w jeziorze, skutkująca zbyt dużym pogłowiem małych ryb i braku w ichtiofaunie dostatecznej liczby drapieżników. Stan taki przyczyniał się do przyspieszenia procesów powodujących eutrofizację jeziora.
Podczas badań w 2003 roku stan wód jeziora sklasyfikowano według ówczesnych kryteriów w II klasie czystości. O zakwalifikowaniu jeziora do II klasy zdecydowała niska zawartość tlenu w strefie hypolimnionu w okresie letnim, bardzo wysokie stężenie fosforanów w strefie przydennej oraz wysokie stężenie soli mineralnych wyrażone wskaźnikiem PEW w wodach jeziora w okresie wiosny. Jezioro zostało zakwalifikowane jako średnio odporne na degradujące wpływy zewnętrzne, w związku z czym zostało zaliczone do II kategorii podatności na degradację. Pozytywny wpływ na ten wskaźnik ma wysoka średnia głębokości oraz przewaga lasów w zlewni bezpośredniej. Problemem jest natomiast niewielka objętość akwenu w porównaniu do długości jego linii brzegowej, duży procent wymiany wód w ciągu roku, słaby wskaźnik stratyfikacji wód oraz duża powierzchnia zlewni bezpośredniej w porównaniu do objętości jeziora czyli tzw. współczynnik Schindlera.
Badania z 2016 roku zaliczyły wody jeziora do III klasy jakości. Natomiast badania z 2019 roku określiły jakość wód jeziora na IV klasę, przy czym przeźroczystość jego wody wynosiła 1,3 metra. Według ówczesnych kryteriów to ten parametr przekraczał normy stanu dobrego. Podobnie jak w poprzednich latach normy te przekraczała też zawartość azotu i nasycenie wód tlenem, podczas gdy zawartość fosforu i przewodność elektrolityczna mieściły się w granicach dobrego stanu. Wskaźnikiem, który zadecydował o czwartej klasie był stan makrozoobentosu, podczas gdy stan fitoplanktonu oceniono jako umiarkowany, makrofitów jako dobry, a fitobentosu jako bardzo dobry. W tym samym roku stan chemiczny wód określono jako poniżej dobrego, przy czym jedynym elementem przekraczającym normę była zawartość PBDE w tkankach ryb.
Jezioro znajduje się na obszarze chronionego krajobrazu o nazwie „Rynna Paklicy i Ołoboku”. Głównym założeniem ochronnym tej strefy jest ochrona naturalnego korytarza ekologicznego wzdłuż wspomnianej rynny polodowcowej. W pobliżu odpływu jeziora znajduje się rezerwat przyrody Dębowy Ostrów, który został stworzony w celu zachowania fragmentu naturalnego lasu dębowego. Jezioro Paklicko Wielkie jest objęte strefą ciszy.

## Historia

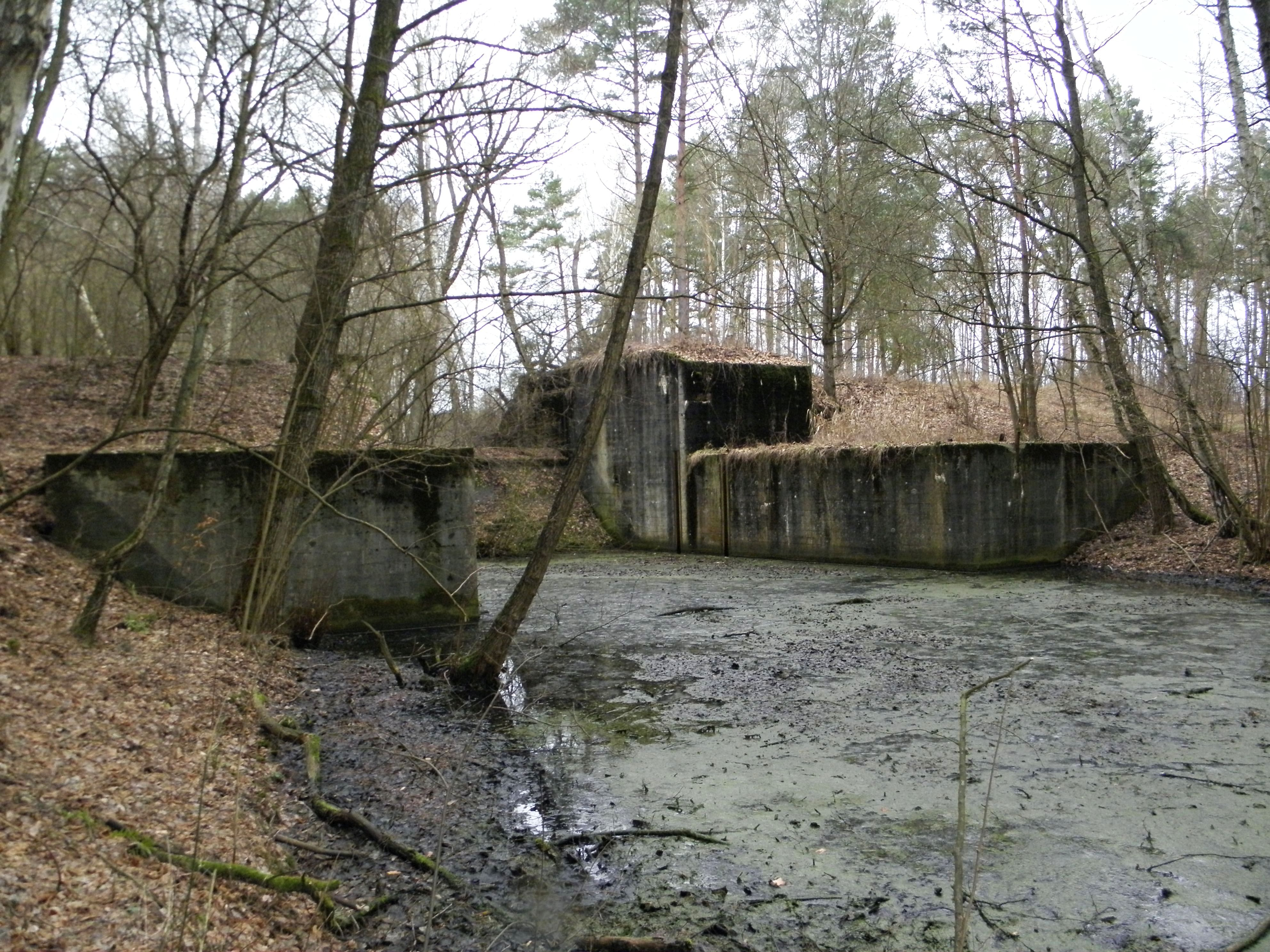
Jaz 714 znajdujący się w pobliżu jeziora

Wokół jeziora grupuje się szereg stanowisk archeologicznych datowanych na okres już od mezolitu (8300–4500 lat p.n.e.). Osadnictwo to było stałe, ponieważ poszczególne stanowiska archeologiczne dotyczą praktycznie wszystkich epok, aż do wczesnego średniowiecza. Część stanowisk jest zaliczana do grupy najwcześniejszych punktów osadniczych usytuowanych w północno-zachodniej części Słowiańszczyzny Zachodniej.
Badania archeologiczne przeprowadzone w 2011 i 2012 przez naukowców Instytutu Archeologii Uniwersytetu Mikołaja Kopernika w Toruniu na wyspie znajdującej się na jeziorze, doprowadziły do odkrycia reliktów osady istniejącej na przełomie VIII i IX wieku. Była to słowiańska osada rusztowa, która pierwotnie służyła za miejsce kultu. Prowadził do niej 120-metrowy most o szerokości trzech metrów. Wykopaliska prowadzone w przybrzeżnym mule pozwoliły na odkrycie licznych kości zwierząt, które składano prawdopodobnie w ofierze. Odkrycie to jest ewenementem, ponieważ po raz pierwszy znaleziono osadę tego typu wybudowaną na terenach zajmowanych przez Słowian.
W latach 30. XX wieku o jezioro, ze względu na jego wielkość i podmokłe okolice, został oparty południowy odcinek Międzyrzeckiego Rejonu Umocnionego. Na północ od jeziora zbudowano obiekty grupy warownej „Jahn”, a na zachód od jeziora grupy warownej „Körner”, nad brzegiem jeziora fortyfikacje zostały dodatkowo wzmocnione pojedynczymi Panzerwerkami 708 i 706. Obszar od jeziora aż do Lubrzy, miał zostać zalany wodą spiętrzoną przy pomocy jazów 714, 712 i 708. Pomiędzy 29 a 31 stycznia 1945 roku na wschód od jeziora nastąpiło uderzenie z kierunku Jordanowa, a następnie przełamanie umocnień MRU przez siły I Frontu Białoruskiego. Przełamanie było możliwe, gdyż Niemcy nie zdążyli zalać terenów pomiędzy jeziorem a Lubrzą, przez co pozbawili się skutecznej zapory przeciwpancernej.